# Wielkie Los Angeles

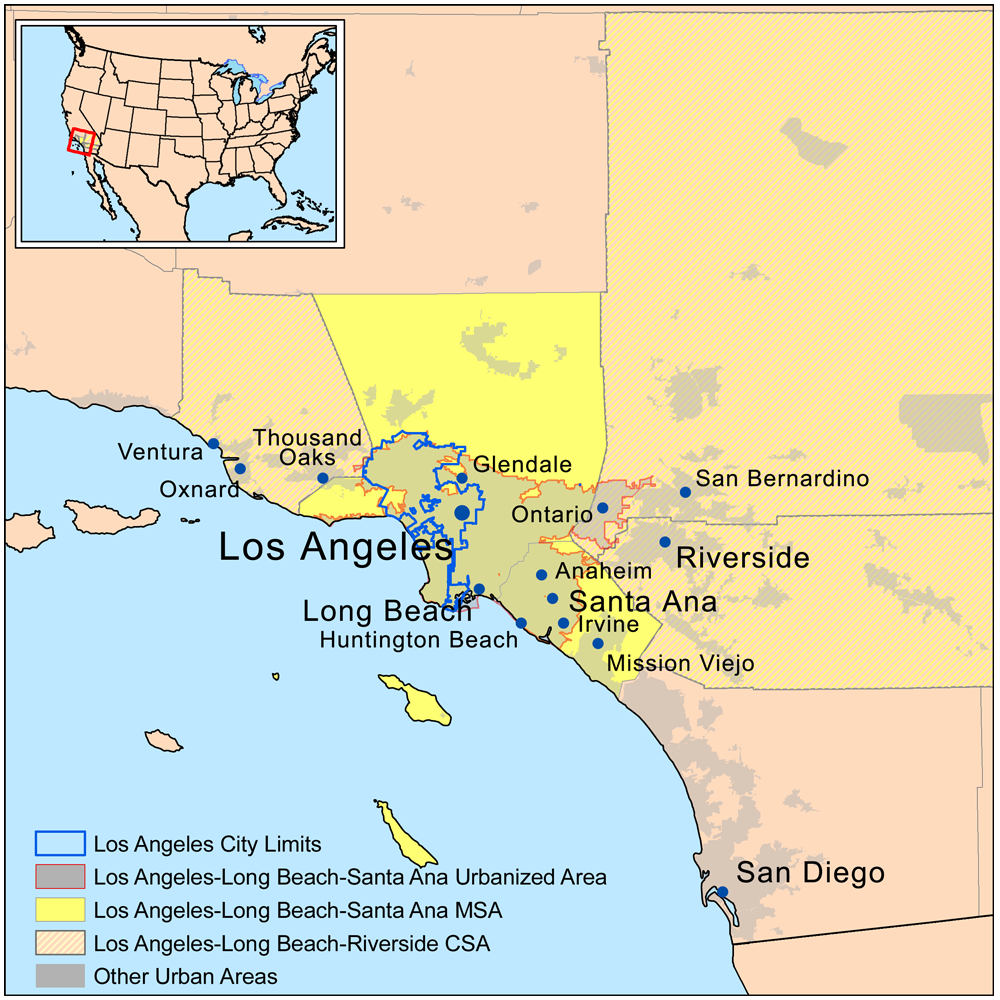
Mapa terytorium Wielkiego Los Angeles

Wielkie Los Angeles (ang. Greater Los Angeles Area) – megamiasto, zurbanizowany region typu Combined Statistical Area (grupa interakcji obszarów metropolitalnych) rozciągnięty na ponad pięć hrabstw w regionie Południowej Kalifornii, to znaczy hrabstwa Los Angeles, Orange, San Bernardino, Hrabstwo Riverside i Ventura. W całym dwudziestym wieku, był to jeden z najszybciej rozwijających się regionów w Stanach Zjednoczonych. W 2010 roku zamieszkiwany był przez 17 910 139 osób, natomiast w 2017 roku już przez 18 788 800 osób. Wielkie Los Angeles jest drugim co do wielkości obszarem metropolitalnym w kraju po obszarze metropolitalnym Nowego Jorku, jak też jedną z największych aglomeracji miejskich na świecie.
Aglomeracja w zurbanizowanej części Wielkiego Los Angeles otacza rdzeń terenów miejskich hrabstwa Los Angeles. Termin regionalny odnosi się do bardziej lub mniej zurbanizowanego obszaru rozciągającego się od hrabstwa Ventura do południowej granicy hrabstwa Orange i od Oceanu Spokojnego do Doliny Coachella w Inland Empire, składających się na Los Angeles-Long Beach-Riverside. Jednak definicja ta obejmuje, słabo zaludnione i pustynne połacie hrabstw Los Angeles, San Bernardino i Riverside, które nie są częścią zurbanizowanego regionu. Określenie Wielkie Los Angeles nie obejmuje hrabstwa San Diego i Imperial, którego zurbanizowane tereny nie stanowią jednej całości ze zurbanizowanymi okolicami Los Angeles.
Według US Census Bureau, obszar metropolitalny Los Angeles ma łączną powierzchnię 4850 mil kwadratowych (12,561 km²), a łączny obszar statystyczny szerzej obejmuje 33,954 mil kwadratowych (87,490 km²), co czyni go największym regionem metropolitalnym w Stanach Zjednoczonych według powierzchni gruntów. Jednak połowa powierzchni Wielkiego Los Angeles jest słabo zaludniona, dotyczy to zwłaszcza terenów hrabstw San Bernardino i Riverside. Wielkie Los Angeles ma największy na świecie przemysł rozrywkowy a także jest światowym centrum biznesu, handlu międzynarodowego, edukacji, mediów, mody, turystyki, nauki i techniki oraz sportu.

## Galeria zdjęć

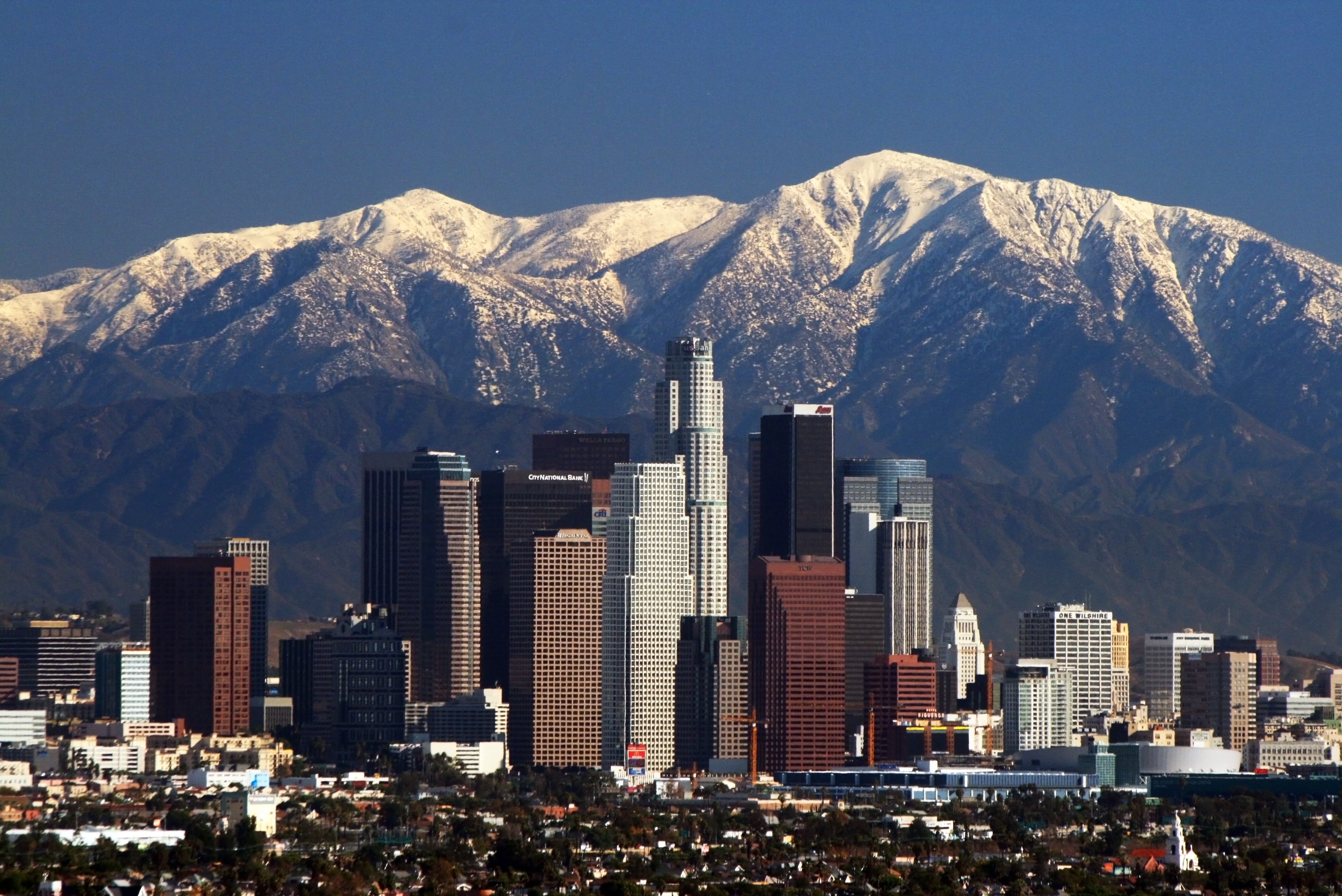
Los Angeles
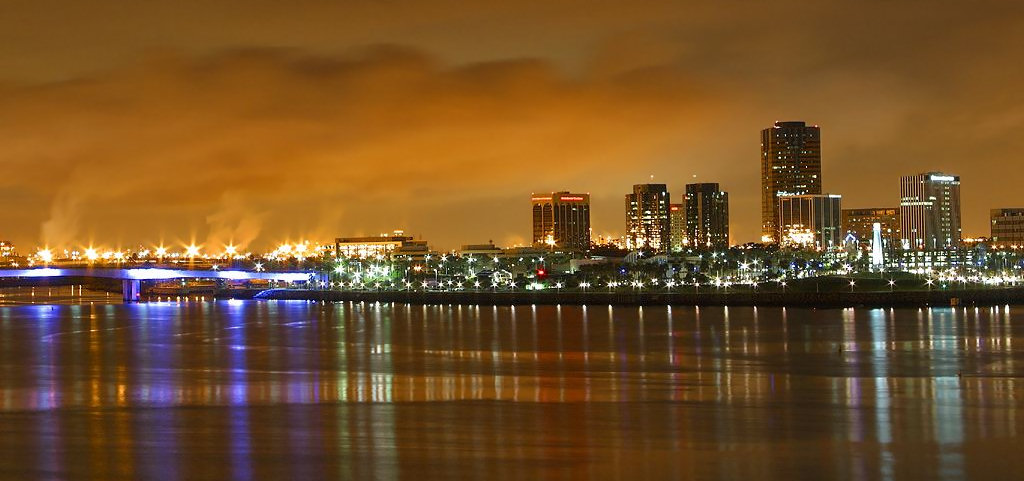
Long Beach
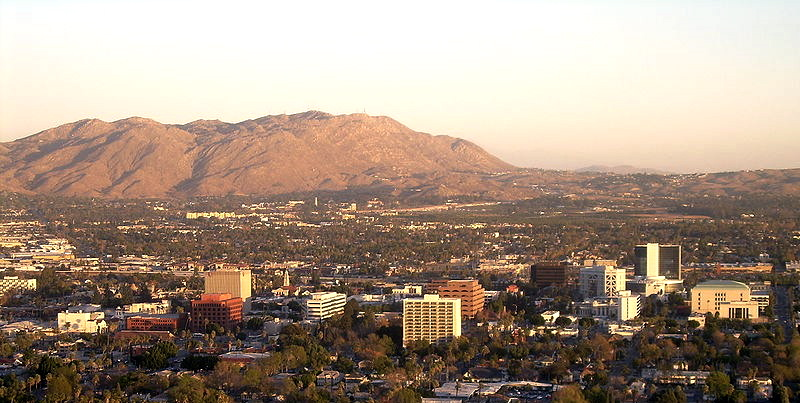
Riverside